# Метью Раян
Метью Раян (англ. Mathew Ryan; нар. 8 квітня 1992, Пламптон) — австралійський футболіст, воротар нідерландського клубу АЗ (Алкмаар) та національної збірної Австралії.

## Клубна кар'єра
Народився 8 квітня 1992 року. Вихованець юнацьких команд низки австралійських футбольних клубів.
У дорослому футболі дебютував 2010 року виступами за команду клубу «Блектаун Сіті Демонс», в якій провів один сезон, взявши участь в 11 матчах чемпіонату. Того ж року перейшов до «Сентрал-Кост Марінерс», в якому попри юний вік швидко став основним голкіпером.
До складу бельгійського «Брюгге» перспективний голкіпер приєднався 30 травня 2013 року. В Європі гравець продовжив демонструвати високий рівень надійності, ставши основним воротарем і в «Брюгге».
Літом 2015 року підписав контракт з іспанською «Валенсією», а зимою 2017 на правах оренди повернувся в Бельгію, цього разу приєднавшись до складу «Генка».
Літом 2017 року приєднався до складу англійського «Брайтона», підписавши з клубом п'ятирічний контракт.
Взимку 2021 був орендований до кінця лондонським «Арсеналом».
12 липня 2021 перейшов до складу іспанського клубу «Реал Сосьєдад».

## Виступи за збірні
З 2009 до 2012 року залучався до складу молодіжної збірної Австралії. На молодіжному рівні зіграв у 12 офіційних матчах.
2012 року дебютував в офіційних матчах у складі національної збірної Австралії.

## Титули і досягнення
- Володар Кубка Бельгії (1):

«Брюгге»: 2014-15
- Володар Кубка Азії: 2015